# クアラ・ルンプール記念図書館
クアラ・ルンプール記念図書館（マレー語: Perpustakaan Kuala Lumpur）は、マレーシアの首都クアラ・ルンプールの図書館である。

## 概要

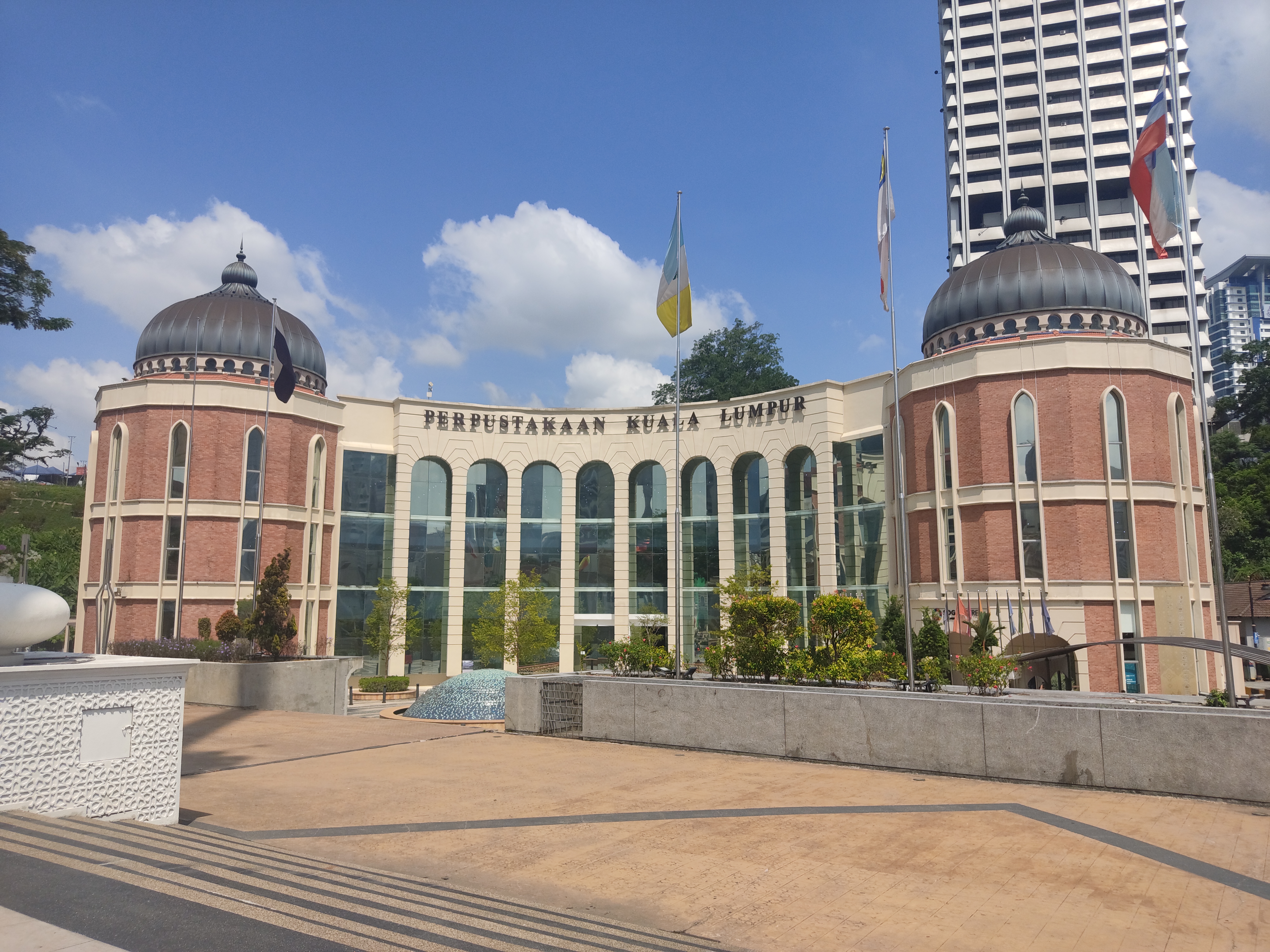
建物正面の外観

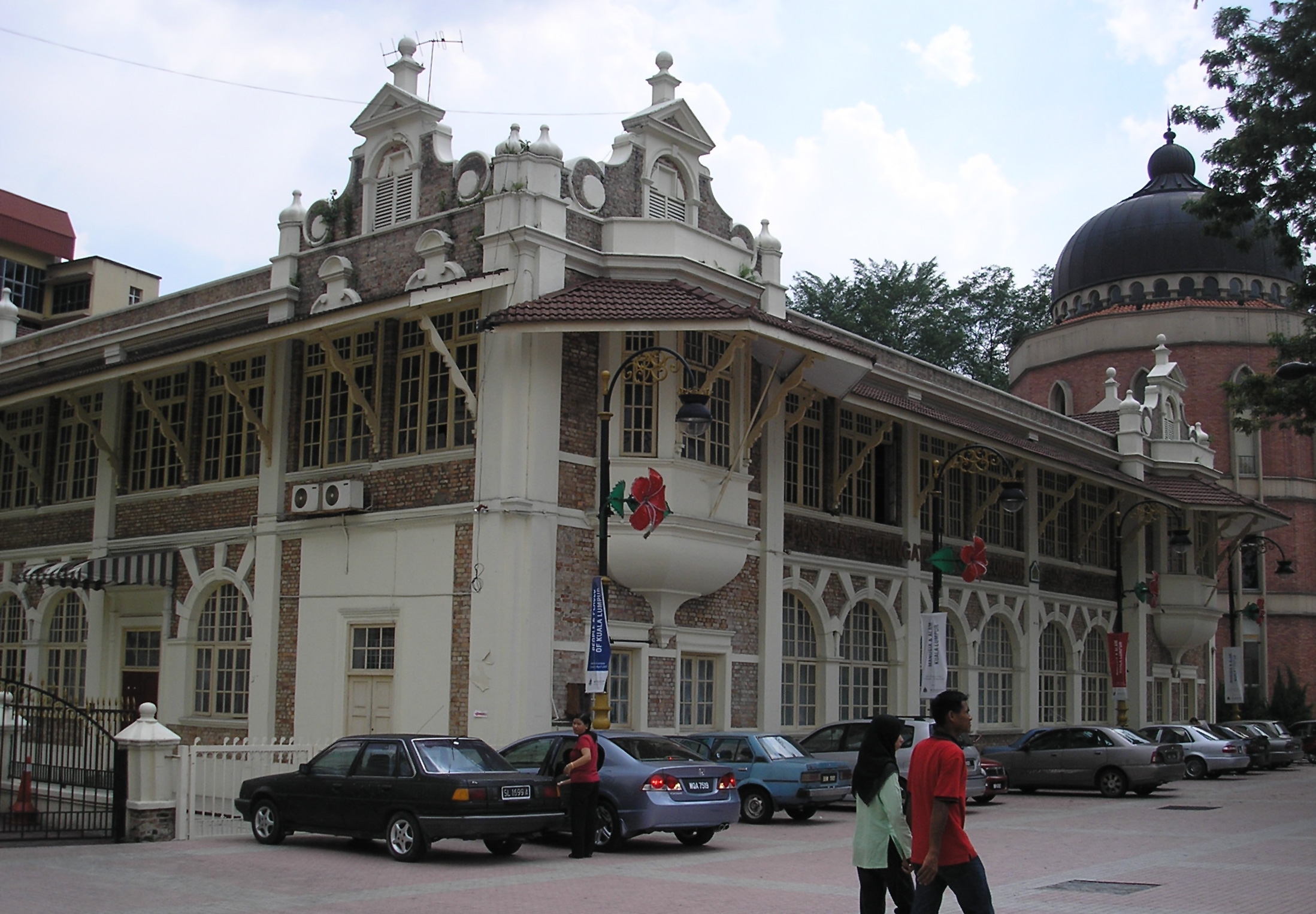
別な角度から見たところ

クアラ・ルンプール記念図書館は独立広場のそばの北緯3度08分51秒 東経101度41分34秒 / 北緯3.14755度 東経101.69267度座標: 北緯3度08分51秒 東経101度41分34秒 / 北緯3.14755度 東経101.69267度にあって1989年に設立された。建物はコロニアル様式である。館内では昔のクアラ・ルンプールが写った写真などが常設展示されている。

## 交通
クアラ・ルンプール記念図書館の最寄り駅はマスジット・ジャメ駅である。